# Liparoscelis pallidispina
Liparoscelis pallidispina är en insektsart som beskrevs av Carl Stål 1873. Liparoscelis pallidispina ingår i släktet Liparoscelis och familjen vårtbitare. Inga underarter finns listade i Catalogue of Life.